# Dolina Skoruszowa

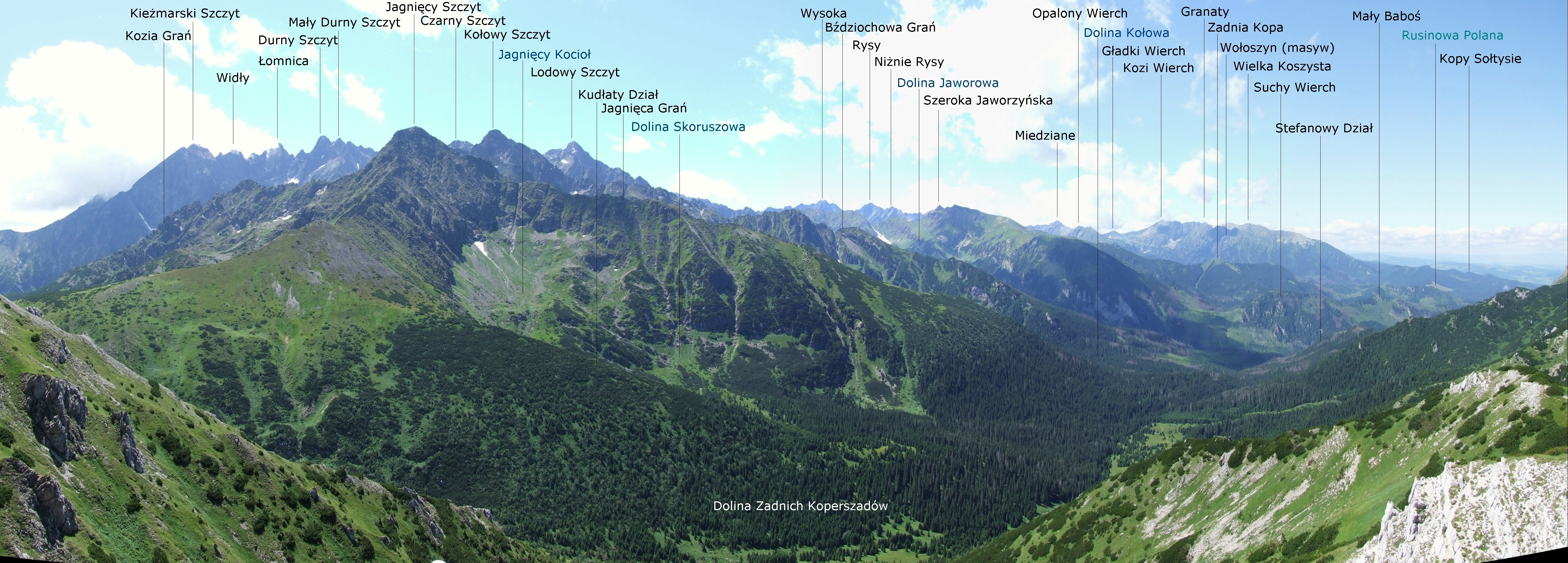
Widok z Szerokiej Przełęczy

Dolina Skoruszowa (słow. Jahňacia dolina) – odnoga górnej części Doliny Zadnich Koperszadów w słowackich Tatrach Wysokich odchodząca od osi tej doliny w południowo-wschodnim kierunku, pod Jagnięcy Szczyt. Jej boczne zbocza tworzy Kudłaty Dział i Jagnięca Grań, górą dochodzi po Jagnięcy Szczyt i Koperszadzką Grań. Najwyższe piętro to Jagnięcy Kocioł (Jahňací kotol) pod północną ścianą Jagnięcego Szczytu. Dnem doliny, poniżej Jagnięcego Kotła płynie Skoruszowy Potok, dopływ Koperszadzkiego Potoku.
Dolina Skoruszowa miała dawniej dwóch właścicieli, granica przebiegała dnem Skoruszowego Potoku. Zbocza Kudłatego Działu należały do Białej Spiskiej, zbocza Jagnięcej Grani do dóbr jaworzyńskich. Dolina była wypasana, ok. 1900 r. w całej Dolinie Zadnich Koperszadów pasło się ok. 400 wołów, a jeszcze dawniej na szałasy pasterzy z Białej Spiskiej kilkakrotnie napadali sąsiedzi (w 1562, 1578 i 1596). Po zniesieniu wypasu zarasta lasem i kosodrzewiną. Niemal całkowicie zarośnięty Jagnięcy Upłaz był kiedyś terenem pasterskim, jeszcze bardziej zarosło dno w dolnej części doliny. Obecnie cała dolina jest obszarem ochrony ścisłej i jest turystycznie niedostępna. Nazywana bywa też Doliną Jagnięcą, ale jest to nieprawidłowe określenie, gdyż właściwa Dolina Jagnięca (Červená dolina) znajduje się po przeciwnej stronie Jagnięcego Szczytu. Są tutaj różnice w nazewnictwie polskim i słowackim.